# Burkut
Burkut (ukr. Буркут) – opuszczona wieś w rejonie wierchowińskim, w obwodzie iwanofrankiwskim Ukrainy.
Miejsce powstania pierwszego uzdrowiska w I Rzeczypospolitej. Za II Rzeczypospolitej była to najdalej na południe wysunięta większa miejscowość kraju (powiat kosowski, województwo stanisławowskie).

## Historia
Jego historia sięga początków XVII w., kiedy to, już za czasów panowania Zygmunta III Wazy, zamożni mieszczanie z Kut przyjeżdżali do Burkutu na wypoczynek. Lata 30. XIX w. to złoty okres dla uzdrowiska. Przybywały tu tłumy kuracjuszy pragnących podreperować zdrowie burkucką wodą mineralną. Wodę również butelkowano i rozprowadzano po kraju. Myślano nawet o uruchomieniu eksportu do Odessy, na Krym, a nawet na Bliski Wschód. W Burkucie działały kąpieliska, sanatoria, pensjonaty i gospody. Życie przyjezdnych opisywał Wincenty Pol. W 1848 Austriacy zdewastowali wieś i spalili kąpielisko w obawie, że będą się tu ukrywać węgierscy powstańcy. Uzdrowisko nigdy do końca nie odzyskało swej dawnej świetności, choć na przełomie wieków przyjeżdżali tu znani ludzie, wśród nich Łesia Ukrainka, słynna ukraińska poetka. W czasach międzywojennych nie było już nic prócz dwóch leśniczówek i małego schroniska. Starano się co prawda przyciągnąć turystów, budując nowe, duże schronisko, które oddano tuż przed wybuchem wojny. Nie został po nim żaden ślad. Ulokowano tu placówkę Straży Celnej „Burkut”. Po II wojnie światowej w Burkucie działał duży lieskombinat. Dziś jest kilkanaście gospodarstw, kilka murowanych, opuszczonych, zrujnowanych budynków i duża zadbana siedziba leśnictwa. Znajduje się tu też naturalnie źródło mineralne o bardzo intensywnym smaku. Woda wypływa z przerdzewiałej rury w niezbyt przyjemnym otoczeniu. Z cmentarza wojskowego z czasów I wojny światowej pozostał zaledwie jeden kamień.